# Shebly Niavarani
Shebly Niavarani (født 7. juni 1979) er en iransk-svensk skuespiller. Han blev uddannet fra Teaterhögskolan i Stockholm og er fastansat på Stockholms stadsteater.
Niavarani har udover teater medvirket i forskellige film og tv-serier, som blandt andet indkluderer Johan Falk, Ægte mennesker og Advokaten.

## Udvalgt filmografi
- Para§raf 9 (tv-serie, 2003)
- Wallander (tv-serie, 2005)
- Ciao bella (2007)
- Et øje rødt (2007)
- Livet i Fagervik (tv-serie, 2008)
- Johan Falk (filmserie, 2012)
- Tør aldrig tårer bort uden handsker (tv-serie, 2012)
- Ægte mennesker (tv-serie, 2012-2014)
- Stockholm Stories (2013)
- Bamse og Tyvenes by (animationsfilm, 2014)
- Welcome to Sweden (tv-serie, 2015)
- Gåsmamman (tv-serie, 2015-2024)
- Op i det blå (2016)
- Sygeplejerskerne (tv-serie, 2016)
- Bamse og heksens datter (animationsfilm, 2016)
- En hustlers dagbog (2017)
- All Inclusive (2017)
- Monky - en lille abe med en stor hemmelighed (2017)
- Advokaten (tv-serie, 2018-2020)
- Elsk mig (tv-serie, 2019)
- Maffia (tv-serie, 2025)